# Bohdan Łukaszewicz
Bohdan Łukaszewicz (ur. 6 stycznia 1945 w Wilnie, zm. 1 grudnia 2017 w Olsztynie) – historyk, profesor nauk humanistycznych.

## Życiorys
W latach 1960–1967 pracował jako drukarz, potem do 1973 r. był redaktorem technicznym w Wydawnictwie „Pojezierze”. Od 1973 r. wykładał na Uniwersytecie Warmińsko-Mazurskim (wcześniej Wyższa Szkoła Pedagogiczna) w Olsztynie oraz prowadził prace badawcze w Ośrodku Badań Naukowych im. Wojciecha Kętrzyńskiego. W latach 1975–2006 pełnił funkcję sekretarza redakcji kwartalnika „Komunikaty Mazursko-Warmińskie”. Tytuł profesora nauk humanistycznych uzyskał w 2011 roku.
Był członkiem m.in. Instytutu Zachodniego, Towarzystwa Naukowego im. Wojciecha Kętrzyńskiego w Olsztynie, Okręgowej Komisji Badania Zbrodni Hitlerowskich w Olsztynie, Stowarzyszenia Społeczno-Kulturalnego „Pojezierze”, Rady Programowej Radia Olsztyn S.A., Rady Programowej Radia UWM FM, Rady Programowej „Gazety Uniwersyteckiej”. Od 1967 r. członek Polskiego Towarzystwa Historycznego; od 2002 r. członek Polsko-Litewskiej Komisji Podręcznikowej.
Odznaczony Srebrnym Krzyżem Zasługi (1979), Złotym Krzyżem Zasługi (1986), Krzyżem Kawalerskim (1999) i Oficerskim Orderu Odrodzenia Polski (2008); Odznaką Honorową za Zasługi dla Województwa Warmińsko-Mazurskiego (2007).

## Publikacje
- Prasa informacyjno-polityczna Warmii i Mazur (1982)
- IV Dzielnica Związku Polaków w Niemczech 1922–1939 (wspólnie z Wojciechem Wrzesiński; 1982)
- Ze znakiem „P”. Relacje i wspomnienia z robót przymusowych w Prusach Wschodnich w latach II wojny światowej (wybór i opracowanie wspólnie z Bohdanem Koziełło-Poklewski; 1985)
- Olsztyn 1945–1985. Zapis czterdziestolecia (1987)
- Prasa Warmii i Mazur w latach 1945–1989 (1991)
- Polskie Stronnictwo Ludowe na Warmii i Mazurach w latach 1945–1947 (1991)
- Wojskowy Sąd Rejonowy w Olsztynie 1946–1955 (2000)
- Raptularz miejski. Olsztyn 1945–2005 (2006)
- Życiorysy 1947–1956. Ukraińcy z operacji „Wisła” represjonowani na Warmii i Mazurach w latach 1947–1956. Materiały biograficzne (2009)
- Represjonowani na Warmii i Mazurach w latach stalinizmu 1945–1956. Materiały biograficzne (2013)